# Banque foncière des paysans
La banque foncière des paysans est une institution financière créée en 1883 par Nicolas Bunge, pour aider les paysans de l'Empire russe a financer le rachat de leur terre agricole, à la suite de la réforme agraire de 1861. La banque a fermé en 1917 avec la révolution russe.